# Liste der Monuments historiques in Venette
Die Liste der Monuments historiques in Venette führt die Monuments historiques in der französischen Gemeinde Venette auf.

## Liste der Bauwerke
| Bezeichnung      | Beschreibung                  | Standort                     | Kennzeichnung | Schutzstatus | Datum | Bild           |
| ---------------- | ----------------------------- | ---------------------------- | ------------- | ------------ | ----- | -------------- |
| Klostergebäude   | Erbaut im 13. Jahrhundert     | Route de Corbeaulieu (Lage)  | PA00114940    | Inscrit      | 1946  |                |
| Kirche St-Martin | Erbaut im 12./13. Jahrhundert | (Lage)                       | PA00114941    | Classé       | 1920  | weitere Bilder |
| Taubenturm       | Erbaut im 17. Jahrhundert     | 7, rue de Corbeaulieu (Lage) | PA00114942    | Inscrit      | 1946  | weitere Bilder |
| Taubenturm       | Erbaut im 18. Jahrhundert     | 2, rue Saint-Germain (Lage)  | PA00114943    | Inscrit      | 1946  |                |

## Liste der Objekte

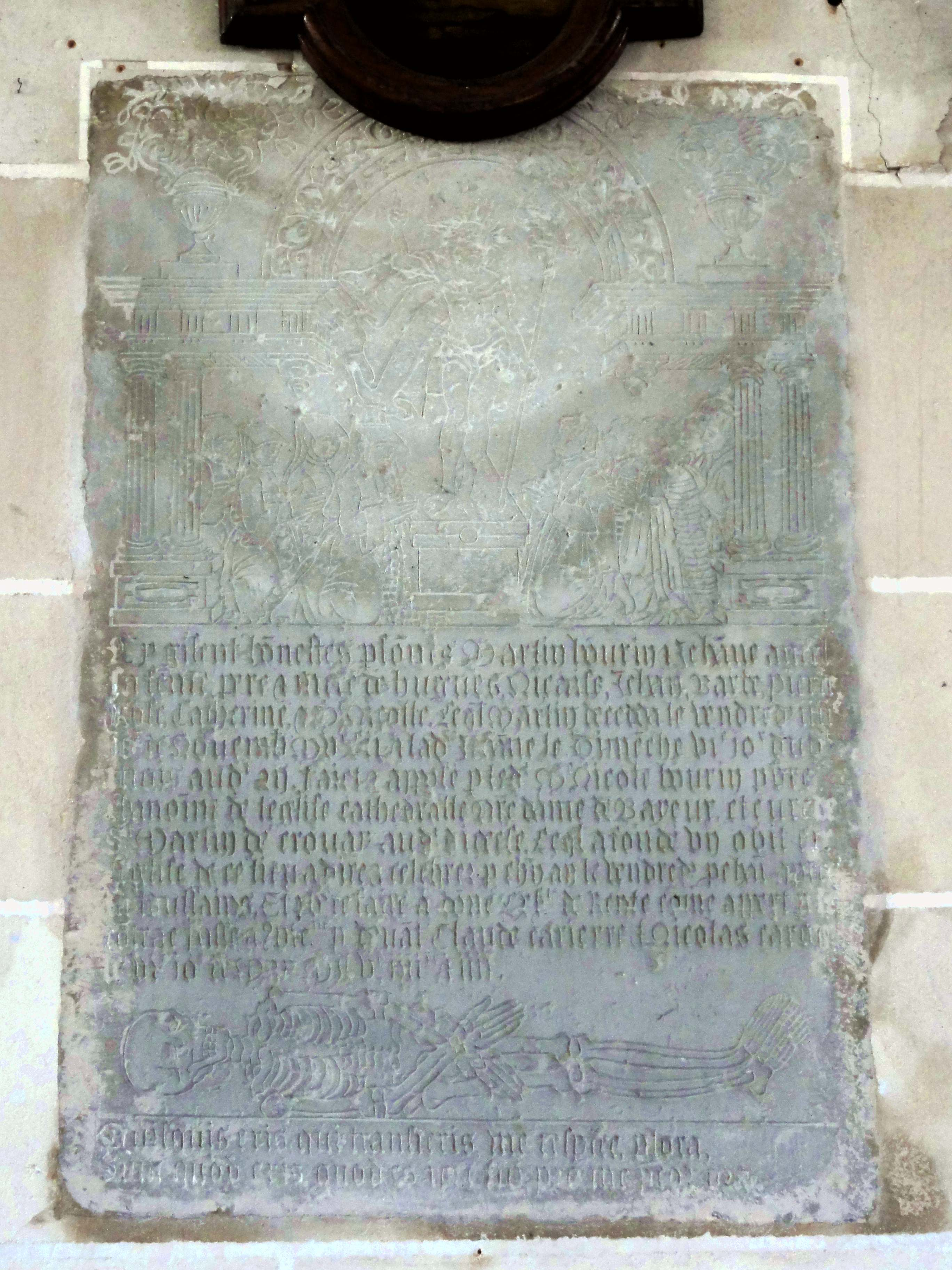
Grabplatte in der Kirche St-Martin aus dem Jahr 1594

- Monuments historiques (Objekte) in Venette in der Base Palissy des französischen Kultusministeriums